# Epoca de gheață 2: Dezghețul
Epoca de gheață 2: Dezghețul (în engleză: Ice Age: The Meltdown) este un film american de animație pe computer din 2006 produs de Blue Sky Studios și distribuit de 20th Century Fox.